# Squadra della Repubblica del Congo di Fed Cup
La squadra della Repubblica del Congo di Fed Cup rappresenta la Repubblica del Congo nella Fed Cup, ed è posta sotto l'egida della Fédération Congolaise de Tennis.
Essa ha debuttato nel 1992, e ad oggi risulta la sua unica partecipazione. Da allora non ha più preso parte alla Fed Cup, e per questo motivo è stata estromessa dal ranking mondiale stilato dalla ITF.

## Organico 1992
Aggiornato ai match del gruppo III (13-14 aprile 1992). Fra parentesi il ranking della giocatrice nei giorni della disputa degli incontri.
- Michelle Likibi (WTA #)
- Maria-Jose Likibi (WTA #)

## Ranking ITF
Non inclusa nel ranking.